# Volkswagenwerk Kassel
Das Volkswagenwerk Kassel in Baunatal im Landkreis Kassel (eigene Schreibweise: Volkswagen Werk Kassel, kurz: VW Werk Kassel) ist mit rund 17.300 Mitarbeitern – nach dem Stammwerk Wolfsburg – die zweitgrößte Produktionsstätte der Volkswagen AG in Deutschland.
Das Werk liegt in Baunatal-Altenbauna an der Bundesautobahn 49, das Werk fertigt keine Fahrzeuge, sondern liefert Komponenten an andere Werke des Konzerns. Zusätzlich sind die Aufbereitung von Austauschaggregaten und das Original Teile Center angesiedelt.

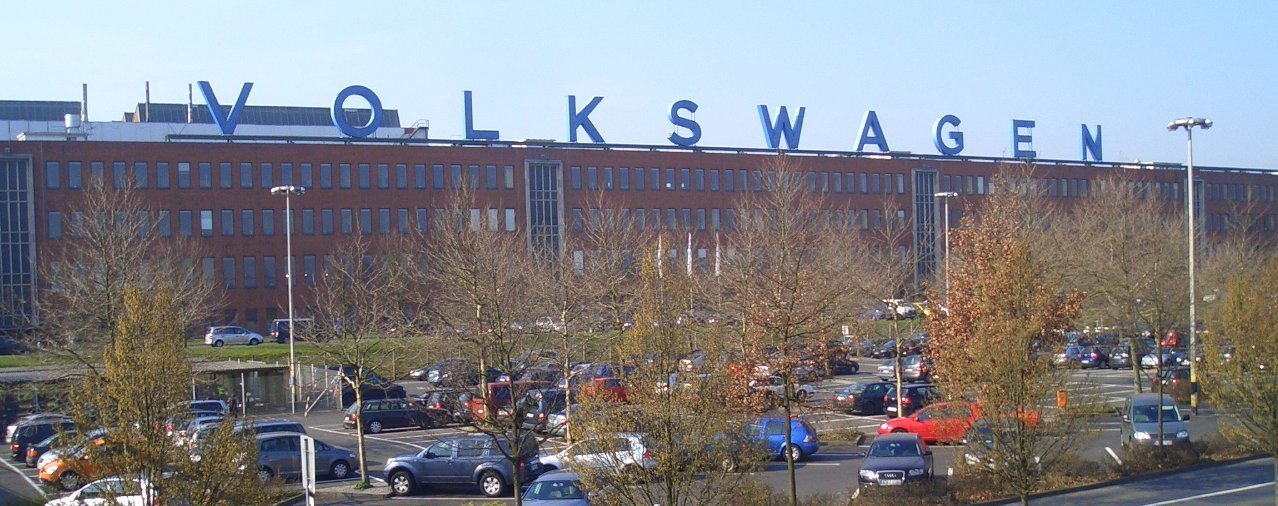
Der Nordrandbau des Volkswagenwerks Kassel in Baunatal

## Geschichte
Mit dem Anbeginn des „Wirtschaftswunders“, als der Verkauf des Käfers und des Transporters der Marke Volkswagen in Westdeutschland die Automobilbranche dominierte, beschäftigte Volkswagen an den Standorten Wolfsburg, Braunschweig und Hannover im Jahre 1957 über 41.000 Mitarbeiter. Der Marktanteil lag zu der Zeit bei 32,5 Prozent, bei Kombi- und Lieferwagen sogar bei 37,6 Prozent.
Um der weiter ansteigenden Binnennachfrage und dem immer stärker werdenden Export gerecht zu werden, erwarb die Volkswagenwerk G.m.b.H. unter der Leitung von Heinrich Nordhoff am 5. Oktober 1957 für einen Werksneubau ein im Lohwald in Altenbauna liegendes Gelände mit den Hallen der ehemaligen Henschel Flugmotorenbau GmbH. Das zur damaligen Zeit noch zu Kassel gehörende Areal fiel 1966 an die neu gegründete Stadt Baunatal. Zur Standortentscheidung trug neben der zentralen Lage von Nordhessen in der Bundesrepublik insbesondere der günstige Preis bei. Bei einer Arbeitslosigkeit von 4,4 Prozent in der Region standen zudem genügend Fachkräfte zur Verfügung.

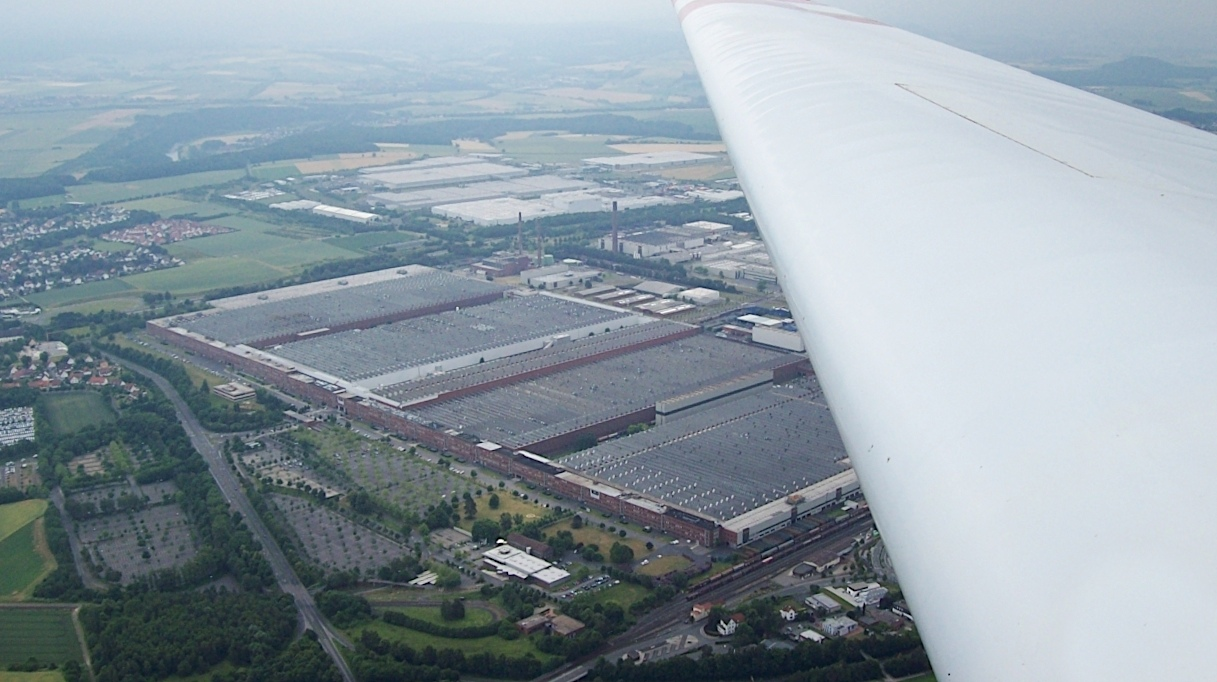
Volkswagen Werk Kassel in Baunatal

Bereits am 25. November 1957 billigte der Aufsichtsrat das Investitionsprogramm in Höhe von 7,2 Mio. D-Mark und bewilligte weitere 12,9 Mio. D-Mark für die Sanierung und Instandsetzung der Betriebsflächen. Nordhoff kündigte an, dass das Werk Kassel das Zentrum des Ersatzteiledienstes und der Herstellung von Ersatzteilen werden solle. Im Frühjahr 1958 wurde zusätzlich die Aggregataufbereitung nach Kassel verlagert. Wenig später wurde mit dem Bau der ersten neuen Hallen begonnen, die nach und nach die von Henschel übernommenen alten Gebäude aus den 1930er Jahren ergänzten und später gänzlich ersetzten.
Erster Werkleiter in Kassel war Rudolf Leiding; von 1971 bis 1975 Vorstandsvorsitzender der Volkswagenwerk AG. Er war für den Aufbau ab 1958 verantwortlich und blieb dort bis 1965. Als Datum der Inbetriebnahme des Werkes gilt der 1. Juli 1958: anfangs mit der Aggregataufbereitung (Tauschmotoren und -getriebe), die von Wolfsburg nach Kassel verlagert wurde. 1958 fand die erste Betriebsratswahl statt.
Am 23. Juni 1958 begann mit der Aufbereitung von Zylinderköpfen, Vergasern, Kraftstoffpumpen und Kupplungen die Fertigung von Austausch-Teilen in den alten Henschel-Hallen. Am 28. Juli 1958 lief die Überholung von kompletten Motoren an. Am 31. Dezember 1958 waren im Volkswagenwerk Kassel 794 Arbeiter und 61 Angestellte beschäftigt.
Bereits ab 1959 wurde die Fabrik schrittweise erweitert. 1961 wurden die Halle 4 und ein eigenes Kraftwerk gebaut, 1964 ging ein Presswerk in Betrieb. 1965 wurde die Halle 5 errichtet. Die Produktion wurde auf Einzelkomponenten, Motoren und Getriebe ausgeweitet.
1964 wurde Altenbauna ein Stadtteil der neugegründeten Stadt Baunatal, das VW-Werk Kassel behielt seinen Namen. 1971 wurde die Halle 3 fertiggestellt. Sie war errichtet worden, um zentral Ersatzteile für die VW-Modelle zu lagern. In den 1990er Jahren wurde diese Aufgabe vom OTC (Original Teile Center) übernommen und die Flächen der Halle 3 der Produktion zur Verfügung gestellt.
Auf der Nordseite der Hallen befindet sich der sogenannte Nordrandbau, in dem auf bis zu drei Etagen Büroräume untergebracht sind. Die vier Produktionshallen und der davor befindliche Nordrandbau sind in Summe etwa 1.400 m lang. Die einzelnen Hallen sind bis zu 570 m breit. Insgesamt stand im Januar 2001 eine bebaute Fläche von 850.494 m² für Produktion und Materialbevorratung zur Verfügung.
Neben den Fertigungs- und Lagerstätten in Baunatal zählen ehemalige AEG-Produktionsstätten in Kassel-Bettenhausen zum VW-Werk. Die in der Lilienthalstraße angesiedelten Hallen (ehemals Junkers-Motorenbau Werk Kassel) beherbergen die Aggregateaufbereitung, welche von der Halle 4 dorthin ausgelagert wurde.
Die Hallen des Werkes beinhalten aktuell die folgenden Abteilungen:
| Gebäude  | Abteilungen |
| -------- | --- |
| Halle 1  | Getriebebau, Härterei, Werkzeugbau, Getriebeversandanlage                                                          |
| Halle 2  | Besucherdienst, Karosseriebau, Presswerk, Formhärten, Abgasanlagenfertigung                                        |
| Halle 3  | Getriebebau, Härterei, Getriebekomponenten Entwicklung                                                             |
| Halle 3a | Getriebebau |
| Halle 4  | Schmiede, Getriebebau, Härterei, Volkswagen Group Akademie, Lehrwerkstatt, Pilothalle (Vorseriengetriebefertigung) |
| Halle 4a | Getriebebau |
| Halle 5  | Gießerei VW-Kassel / Baunatal                                                                                      |
| Halle 6  | Getriebebau, Härterei                                                                                              |

Neben den vorgenannten Hallen, in denen die Produktionsabteilungen und die Ersatzteilbevorratung untergebracht sind, befinden sich auf dem Werksgelände noch diverse kleinere Hallen, in denen Dienstleistungsabteilungen und Lagerflächen untergebracht sind. Darüber hinaus befinden sich auf dem Werksgelände ein Klär- und ein Kraftwerk.
Am 29. Juni 2015 kam ein 22-jähriger externer Mitarbeiter in der Halle 6 bei einem Unfall mit einem Produktionsroboter ums Leben, das Personal der Fremdfirma war damit beschäftigt gewesen, den Roboter einzurichten. Der Sprecher der Staatsanwaltschaft Kassel sagte, dass ein anderer tödlicher Unfall mit einem Roboter „nicht erinnerlich“ sei.

## Gebäude und Werksbereiche

### Nordrandbau
Als Nordrandbau wird der ein Kilometer lange Gebäudekomplex im Werk Kassel bezeichnet. Dort sind auf bis zu drei Etagen verschiedene Büro- und Aufenthaltsräume untergebracht. Ebenso sind dort insgesamt drei Kantinen sowie die Gesundheits- und Rettungsanlagen anzutreffen. Insgesamt ist der Nordrandbau in 20 einzelne Bereiche – sogenannte Sektoren – unterteilt, zwischen denen sich stets ein Treppenhaus befindet.

### Getriebebau und Härterei
Das Werk Kassel ist „Leitwerk“ für den Getriebebau des Volkswagen-Konzerns. Mit 12.000 Getrieben täglich während einer 21-Schichten-Woche werden etwa die Hälfte aller Getriebe des Konzerns gefertigt und Teile davon gehärtet. Im Jahre 2008 fertigten die 4.200 Beschäftigten rund 2,8 Millionen Getriebe für die Volkswagen-, Audi-, Seat- sowie Škoda-Modelle. Das Ziel der Getriebefertigung in Baunatal ist es, jährlich bis zu vier Millionen Getriebe zu bauen. Im März 2010 verließ das einhundertmillionste Getriebe das Werk Kassel.

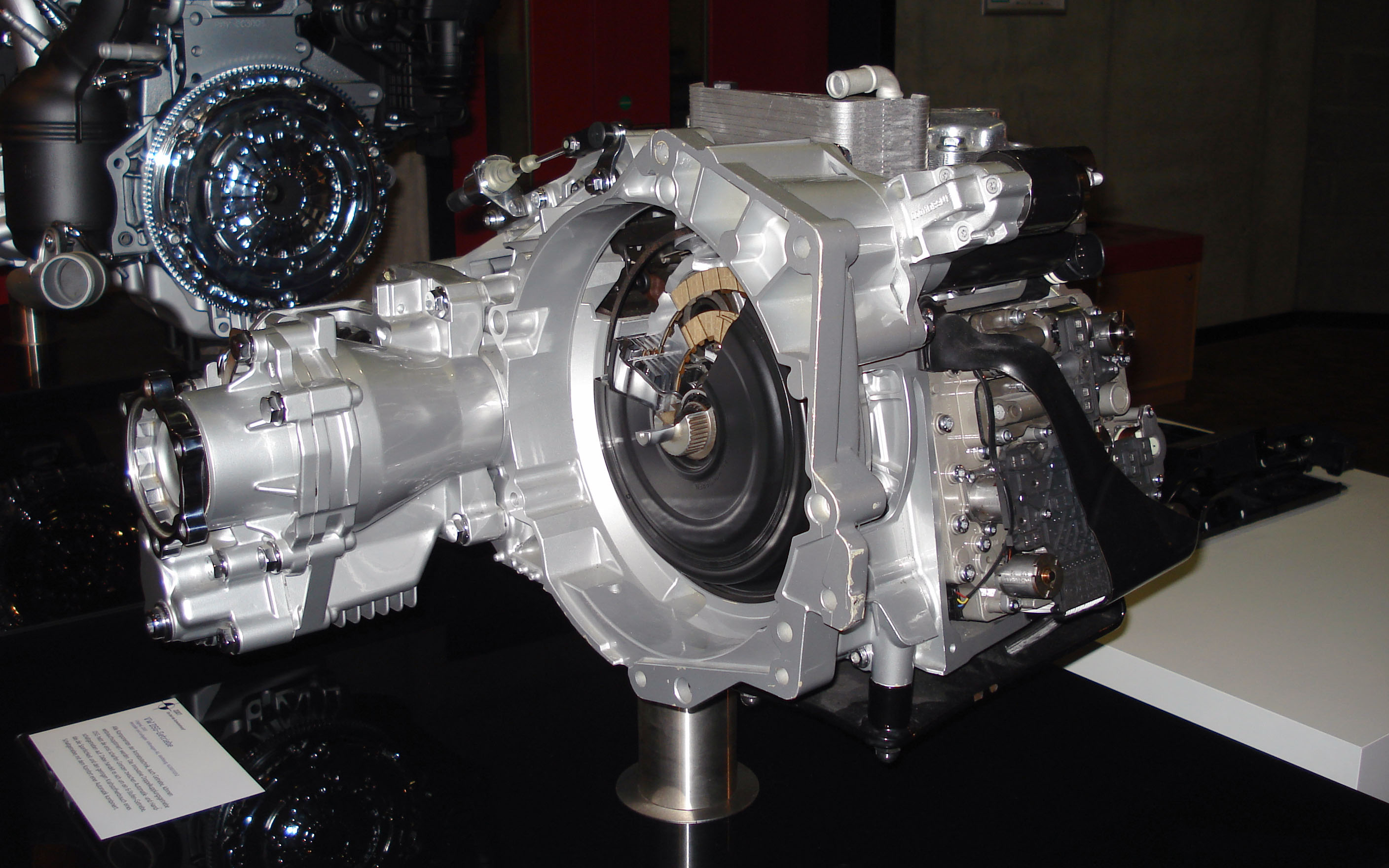
Ein Direktschaltgetriebe (DSG) für den Scirocco III

Die gefertigten Getriebeteile gelangen vor dem Zusammenbau in die Härterei. Mit über 260.000 zu härtenden Einzelteilen am Tag hat das Werk Kassel die größte Härterei Europas. Gas-carbonitriert werden während einer Zeit von zehn Stunden unter anderem Schalt- und Zahn-räder bei einer Temperatur von 950 Grad Celsius.
Zur Erschließung neuer Fertigungsaufträge und im Hinblick auf alternative Antriebslösungen entstand in den letzten Jahren am Standort außer der traditionellen Fertigung eine eigene Entwicklungsabteilung (Getriebe-Komponentenentwicklung), die an der Entwicklung von Komponenten arbeitet, wie
- Hinterachsdifferential
- Mitteldifferential
- Doppelkupplung
- Mechatronik
- E-Antrieb.[5]

und die ein eigenes kleines Prüffeld mit Entwicklungsprüfständen zur Erprobung dieser Komponenten betreibt.
Prototypen oder Vorserienkomponenten werden in einem Vorserien- und Technologiecenter gefertigt.
Jeder einzelne Getriebetyp ist ein eigenständiges Costcenter. Diese sind nach dem jeweiligen Getriebenamen benannt, um ein schnelles Zuordnen zu gewährleisten. Ein Beispiel wäre der Scirocco III mit dem 1.4-TSI-Motor und einem Drehmoment von 200 Nm; sowohl dessen Getriebe als auch das Costcenter werden DQ 200 genannt, wobei das D ein Direktschaltgetriebe – kurz DSG genannt – und das Q den Quer-Einbau des Getriebes beschreibt.

### Aluminium- und Magnesiumgießerei
Für die im Jahre 1986 in Betrieb genommene Umschmelzanlage für Aluminium der Gießerei im VW-Werk Kassel wird in ganz Europa angekaufter Aluminiumschrott bearbeitet und eingeschmolzen. Durch weitere Umbauten wurde die Gießerei mit vollautomatischen Gussmaschinen ausgestattet, wodurch für die dortigen Beschäftigten eine erhebliche körperliche Erleichterung verzeichnet werden konnte.
Die Gießerei ist die europaweit größte Recyclinganlage für Leichtmetalle sowie seit 2007 auch für Magnesium. Zeitweise wurden täglich über 10.000 Getriebegehäuse verarbeitet, bei denen der Anteil an Magnesium etwa 20 Prozent betrug.

### Volkswagen Akademie
In den Nordrandbau ist zusätzlich die Volkswagen Akademie AG integriert. Sie ist für die Planung, Organisation und Durchführung der betrieblichen Aus- und Weiterbildung zuständig und bietet die Unterstützung und Bereitstellung bei Lehrgängen an.

### Original Teile Center
Mit der zunehmenden Modellvielfalt des VW-Konzerns und der Entscheidung, alle Original-Ersatzteile zentral an einem Standort zu bevorraten, beschloss man den Bau des OTCs (OTC steht für Original-Teile-Center) am Standort Kassel. Die Lagerhallen des OTC wurden ab dem Jahr 1992 aufgebaut. 1994 wurde das OTC 1 eingeweiht, das die Bevorratung der Ersatzteile, die zuvor in der Halle 3 beheimatet waren, übernahm. Im folgenden Jahr wurden das OT Center 2 sowie das Center für fahrzeugintelligente Teile eingeweiht. 2005 wurden OTC 3 und 4 in Betrieb genommen, dadurch können nun rund 400.000 Originalteile gelagert werden. Mittlerweile wurde auch OTC 5 in Betrieb genommen.

### Schriftzug und Logo
Der Volkswagen-Schriftzug in Großbuchstaben auf dem Dach des Nordrandbaus erinnert aus der Ferne an das Volkswagenwerk Wolfsburg. Die fünf Meter hohen, auf 190 Meter Länge verteilten Buchstaben wurden im Jahre 1964 durch die Konzernzentrale aus Wolfsburg im Werk Kassel angebracht und sind deutschlandweit sonst an keinem weiteren Standort zu finden.
Die Besonderheit an diesem Schriftzug ist die Beleuchtung bei Nacht. Er leuchtet bei Dämmerung und Dunkelheit komplett in blau, anlässlich des 50-jährigen Bestehens in Kassel werden jedoch die Buchstaben K und S heller hervorgehoben. Hierdurch möchte das Werk seine Verbundenheit zum Standort Kassel ausdrücken, welches als Kraftfahrzeugkennzeichen die Kennung KS aufweist.
2010 wurde der Volkswagen-Schriftzug auf neue und energiesparendere LED-Lampen umgerüstet.
Ebenso ist wie in Wolfsburg auch in Kassel das Logo der Marke Volkswagen zu sehen. Mit seinen acht Metern Durchmesser war es das größte sich drehende VW-Logo der Welt.

## Infrastruktur
Das Werk hat eine Grundfläche von 2.404.737 m², der Fußweg vom Eingang bis zum anderen Ende dauert circa dreißig Minuten.
Die bebaute Fläche – Produktionsanlagen, die sozialen Einrichtungen, die Materiallager sowie auch die Parkplätze für die Fahrzeuge der Mitarbeiter – beträgt insgesamt 850.494 m² und somit etwa ein Drittel der Gesamtfläche.
Das Werk ist von einem Straßenring aus Landesstraßen und der A 49 zwischen den Anschlussstellen Baunatal-Nord und -Mitte umschlossen, in der Nähe hat die A 49 Anschluss an A 7 und A 44.
Außerdem verfügen sowohl die Hallen des OTC als auch die des Werkes allesamt über Gleisanschlüsse, die mit dem Schienennetz der DB verbunden sind. Ein erheblicher Teil des Warenversandes wird über Zugtransporte abgewickelt.
Der innerbetriebliche Transport wird fast ausschließlich mit Elektrofahrzeugen durchgeführt, um die Schadstoffbelastung der Hallenluft auf ein Minimum zu reduzieren.

## Energieversorgung
Die Energieversorgung des Werkes wird über das auf dem Werksgelände befindliche Kraftwerk sichergestellt. Das erdgasgefeuerte Kraftwerk arbeitet in Kraft-Wärme-Kopplung und dient zur Bereitstellung technischer Wärme und der Raumheizung der Produktionshallen und als Fernwärme für die Stadt Baunatal. Pro Jahr werden rund 640.000  Megawattstunden Strom und 430.000 Megawattstunden Wärme benötigt. 70 % des Strombedarfs werden im Kraftwerk selbst erzeugt. Außerdem erzeugt das Werk auch noch Strom durch eine Solaranlage. Darüber hinaus werden jährlich etwa 930.000 m³ Trinkwasser benötigt.

## Belegschaft und Geschäftsbereiche März 2007
In Führungspositionen gab es etwa zwölf Prozent Frauen. Den höchsten Frauenanteil hatte die VW Coaching GmbH mit 26 Prozent.
| Abteilung                 | Beschäftigte | Bemerkung |
| ------------------------- | ------------ | --- |
| Getriebebau               | 4442         | Etwa die Hälfte aller im Konzern benötigten Getriebe kommt aus Baunatal. Der Jahresausstoß lag bei rund 2,7 Millionen 2007. |
| Gießerei                  | 1073         | Sie war Europas größte Aluminium- und Magnesium-Gießerei und stellt neben Getriebegehäusen auch Karosserieteile her.        |
| Abgasanlagenbau           | 638          | Hier werden komplette Anlagen einschließlich Lambda-Sonde und Rußpartikelfilter gebaut.                                     |
| Presswerk / Karosseriebau | 1541         | Herstellung von Karosserie- und Plattformteilen für Passat und andere Fahrzeuge.                                            |
| Aggregate-Aufbereitung    | 280          | Aufarbeitung von Motoren und Getrieben                                                                                      |
| OTC                       | 2575         | Weltweiter Vertrieb von Originalteilen für fast alle Konzernmarken                                                          |
| Sonstige Bereiche         | 1894         | Werklogistik, Logistik, Qualitätssicherung, Personalwesen, Werksicherheit, Wirtschaftsbetriebe, Controlling, Werktechnik    |

## Tarifvertrag
Das Werk Kassel fällt unter den Geltungsbereich des Volkswagen Haustarifvertrags.

## Liste der Werkleiter
- Rudolf Leiding  (1957 – 1965)
- Hans Kialka  (1965 – 1969)
- Hubert Biehler  (1969 – 1981)
- Fritz Zorn  (1981 – 1993)
- Hans-Christian Maergner  (1993 – 1997)
- Wolfram Thomas  (1997 – 2002)
- Rüdiger Weißner  (2002 – 2005)
- Hans-Helmut Becker  (2006 – 2014)
- Falko Rudolph  (2014 – 2015)
- Thorsten Jablonski  (2016 – 2018)
- Olaf Korzinovski  (2018 – 2021)
- Jörg Fenstermann  (seit 2021)

## Volkswagen-Soundorchestra

Volkswagen-Soundorchestra VW-Kassel in Baunatal

Das Volkswagen-Soundorchestra spielt nicht exklusiv für den Automobilhersteller Volkswagen.
- Das Schlagzeug des Volkswagen-Soundorchestra besteht nicht aus einem herkömmlichen Drum-Set, sondern aus Bauteilen, die bei Volkswagen Kassel gefertigt werden/wurden. Hierzu gehören die Bauteile Mitteltunnel, Hilfsrahmenunterteil, Konverter, Motorhaube, Abgasrohr, verschiedene Blechteile aus dem Bereich Abgasanlage, SGR-Halter, Planetenträger, Antriebswelle, Fahrwerksfeder, Räder-Rohling und Schleifscheiben sowie ein „Ad-Blue-Behälter“.